# La lliga dels homes extraordinaris (pel·lícula)
La lliga dels homes extraordinaris (títol original en anglès: The League of Extraordinary Gentlemen de vegades anomenada "LXG") és una pel·lícula estatunidenca de Stephen Norrington, estrenada el 2003. Es tracta d'una adaptació lliure de la sèrie de còmics del mateix títol d'Alan Moore i Kevin O'Neill publicada a partir de 1999. La pel·lícula va ser un èxit comercial malgrat les crítiques generalment dolentes. Ha estat doblada al català.

## Argument
El 1899 el cap d'un grup de terroristes, un desconegut que es fa dir El Fantasma, amenaça l'ordre internacional aixecant les nacions europees les unes contra els altres. Amb l'amenaça imminent d'un conflicte (Primera Guerra Mundial), Anglaterra decideix formar la Lliga dels homes extraordinaris. Està composta de l'aventurer Allan Quatermain, de Tom Sawyer, membre dels serveis secrets americans, de la química Mina Harker, de Rodney Skinner (L'home invisible), de l'immortal Dorian Gray, del metge Henry Jekyll així com del capità Nemo. Aquests set personatges fora del comú embarcaran a vora del Nautilus amb destinació de Venècia, on hauran de contrarestar els foscos projectes del Fantasma.

## Repartiment
- Sean Connery: Allan Quatermain, el cap de la Lliga
- Naseeruddin Shah: el capità Nemo
- Peta Wilson: Mina Harker
- Tony Curran: Rodney Skinner, l'home invisible
- Stuart Townsend: Dorian Gray
- Shane West: Tom Sawyer
- Jason Flemyng: Dr. Henry Jekyll / Edward « Mister » Hyde
- Richard Roxburgh: James Moriarty, també anomenat « M »
- Max Ryan: Dante
- Tom Goodman-Hill: Sanderson Reed
- David Hemmings: Nigel
- Terry O'Neill: Ishmael
- Ewart James Walters: Toby

## Càsting
Monica Bellucci era la primera tria per encarnar Mina Harker. Pel que fa a Eddie Izzard havia d'encarnar Rodney Skinner alias l'home invisible. Thomas Ian Nicholas va fer una audició pel paper de Tom Sawyer.

## Rebuda
La crítica anglosaxona critica fortament el film. El juliol de 2011, el lloc Rotten Tomatoes dona al film una mitjana del 17 % basada en 175 crítiques de premsa, de les quals 145 negatives. El lloc Metacritic li dona una mitjana de 30 sobre 100 basada en 36 crítiques. El lloc AlloCiné reuneix 16 critiques de premsa que li confereixen al total una mitjana de 2,38.
La millor critica és la de Françoise Maupin al Figaroscope, que parla d'una « obra inclassificable i audaç » que s'acosta a « Lynch, però revisionat per Tati ». Entre les nombroses crítiques dolentes, François Forestier, a TéléCinéObs, indica: « Sean Connery fa el que pot, però cal rendir-se a l'evidència: és dolenta».
Altres crítiques: "Aquesta pel·lícula és rara, sorollosa, divertida sense pretendre-ho i bastant horrible"
"Excepte Connery, que és un autèntic lleó a l'hivern, res aquí resulta autèntic"

## Adaptació
El film és una adaptació lliure dels còmics homònims d'Alan Moore i Kevin O'Neill. Del gènere steampunk, va reunir un cert nombre de personatges de la literatura popular del segle xix:
- Allan Quatermain, creat per Henry Rider Haggard a Les mines del rei Salomó;
- Mina Harker creada per Bram Stoker a Dràcula;
- El capità Nemo creat per Jules Verne a Vint mil llegües de viatge submarí;
- el doctor Henry Jekyll, creat per Robert Louis Stevenson a L'estrany cas del Dr. Jekyll i Mr. Hyde;
- Skinner, inspirat en el Griffin creat per H.G. Wells a L'home invisible ;
- Dorian Gray creat per Oscar Wilde al Retrat de Dorian Gray;
- James Moriarty, enemic jurat de Sherlock Holmes, creat per Arthur Conan Doyle;
- Tom Sawyer, creat per Mark Twain a Les Aventures de Tom Sawyer;
- en menor mesura: El fantasma de l'Òpera, creat per Gaston Leroux ; M el director del MI6, creat per Ian Fleming o Ishmaël, el narrador de Moby Dick de Herman Melville.

Els membres de la Lliga al film no corresponen tots als dels dibuixos originals. Així, Mina Harker és un vampir al film però no al còmics, on ella agafa el seu nom de jove (Murray). La Lliga versió còmic no compta amb Dorian Gray ni amb Tom Sawyer, afegits al film per agradar al públic americà. Finalment, Griffin, el personatge original d'H.G. Wells a l'Home invisible, és reemplaçat per Rodney Skinner, un lladre inventat per al film.
Als còmics, Mina recluta i dirigeix els altres membres, cosa que el seu estatus de dona a la societat victoriana no facilita.
Al film, l'accent es posa sobre la relació pare-fills adoptius que s'estableix entre Allan Quatermain i Tom Sawyer, que pot veure's com un símbol del traspàs dels poders polític i cultural al món entre l'imperi britànic i els Estats Units.
Alan Moore, com en totes les adaptacions dels seus còmics al cinema, s'ha declarat descontent de l'adaptació que difereix àmpliament de l'original.